# 普施维茨
普施维茨（德語：Puschwitz）是德国萨克森州的市镇，隶属于包岑县。总面积为11.79平方千米，截至2023年12月31日总人口为762人。